# Безруков, Виталий Сергеевич
Вита́лий Серге́евич Безру́ков (род. 1 января 1942, Белавино, Горьковская область, СССР) — советский и российский актёр.
Отец актёра, народного артиста Российской Федерации Сергея Безрукова.

## Биография
Родился 1 января 1942 года в Белавино Горьковской области.
После окончания школы в Горьком поступил в театральную студию Свердловского театра.
Окончил в 1966 году Школу-студию МХАТ с красным дипломом.
Будучи студентом IV курса, сыграл одну из главных ролей в спектакле Театра имени Маяковского «Царь Эдип».
Работал во МХАТе, с 1969 года работал в Московском драматическом театре имени А. С. Пушкина. В телефильме-опере «Анна Снегина» сыграл поэта Сергея Есенина.
С 1980 года работал в Театре сатиры.
Преподавал в школе-студии МХАТ. Писал сценарии к фильмам и сериалам. Например, написал сценарий к телесериалу «Сергей Есенин». Снялся вместе с сыном в фильмах «Бригада», «Участок», «Есенин», «В июне 41-го».

## Семья
Дед — Степан Иванович Безруков — из крепостных крестьян Нижегородской губернии, кучер, потом извозчик, погиб во время Гражданской войны. У него была ампутирована одна или обе руки, отчего и произошла фамилия.
Отец — Сергей Степанович Безруков — лейтенант НКВД, сотрудник СМЕРШа, хорошо пел, играл на гармошке и гитаре.
Мать — Пелагея Безрукова (Мухина).
Жена — Наталья Михайловна Безрукова (Сурова; род. 1 января 1950) — окончила Горьковский техникум советской торговли, домохозяйка, работала заведующей магазином.
Сын — Сергей Безруков (род. 18 октября 1973) — актёр, народный артист России.
Внуки: Александра (род. 2008), Иван (род. 2011), Мария (род. 4 июля 2016), Степан (род. 24 ноября 2018), Василий (род. 24 июля 2021).

## Творчество

### Фильмография

#### Роли в кино
- 1968 — Сказы уральских гор — Данила
- 1969 — Анна Снегина — Сергей Есенин (поёт А. Мищевский)
- 1970 — Витька — велосипедист
- 1973 — Причал — Нефёдов
- 1974 — Хождение по мукам — Латугин
- 1974 — Ответная мера — Дима
- 1974 — Вот такие истории — Яша Ручкин, работник завода
- 1977 — Провинциальная история — корнет Алфёров
- 1987 — Следствие ведут ЗнаТоКи. Бумеранг — Николаев, капитан милиции
- 1987 — Гнездо глухаря — Егор Есюнин, муж Искры
- 1993 — Умирает душа
- 1993 — Территория — следователь
- 1998 — Петербургские тайны — Красильщиков
- 2002 — Бригада — собачник (2 серия)
- 2003 — Участок — полковник милиции, начальник Кравцова
- 2005 — Есенин — Александр Никитич, отец Сергея Есенина
- 2008 — В июне 41-го (Россия, Беларусь) — Михайлов, начальник заставы
- 2013 — Излечить страх — Лука (Войно-Ясенецкий)[3]

#### Участие в документальных фильмах
- 2007 — Константин Григорьев. Кумир. Без памяти и славы
- 2009 — Ирония судьбы Сергея Безрукова

#### Книга
- 2005 — Есенин, издательство: Амфора ISBN 5-94278-924-X

### Театральные работы

#### Роли
Малый театр
- «Бедность не порок» А. Н. Островского — Митя[4]

Театр им. Вл. Маяковского
- «Царь Эдип»

Московский драматический театр имени А. С. Пушкина
- «Без вины виноватые» А. Н. Островского — Незнамов
- «Как закалялась сталь» Н. А. Островского — Павка Корчагин
- «Дни нашей жизни» — Глуховцев
- «Разбойники» Ф. Шиллера — Карл Моор

Театр Сатиры
- «Гнездо глухаря» В. С. Розова — Ясюнин
- «Мы, нижеподписавшиеся» А. И. Гельмана — Шиндин
- «Бешеные деньги» А. Н. Островского — Васильков
- «Прощай, Конферансье!» Г. И. Горина — Танцор
- «Идеальный муж» О. Уайльда — Фиппс

#### Сценарий
- «Ведьма» (антреприза «Арт-Партнёр XXI»)
- «Александр Пушкин» (театр им. М. Н. Ермоловой)